# Roger Vantielcke
Roger Vantielcke est un homme politique français né le 5 février 1903 à Calais (Pas-de-Calais) et décédé le 14 août 1945 à Toulouse (Haute-Garonne)

## Biographie
Instituteur et militant SFIO, il est bien implanté dans le parti quand il devient conseiller général en 1934 puis député SFIO du Pas-de-Calais, élu d'extrême justesse après avoir éliminé au 1er tour le communiste Félix Cadras lors des élections législatives françaises de 1936 dans le Pas-de-Calais. Le 10 juillet 1940, il vote les pleins pouvoirs au maréchal Pétain, mais son engagement dans la Résistance lui vaut d'être relevé de son inéligibilité, 15 jours avant son décès, dû à la maladie.

## Œuvres
- La guerre ? un crime... une affaire..., vers 1935 - L'Églantine - Calais, opuscule de 32 p. avec une préface de Lucien Vadez (maire de Calais)

## Sources
1. ↑  AN

- « Roger Vantielcke », dans le Dictionnaire des parlementaires français (1889-1940), sous la direction de Jean Jolly, PUF, 1960 [détail de l’édition]